# 王國翼
王國翼（1561年—？），號翀宇，直隸順天府薊州遵化縣人，明朝政治人物。

## 生平
萬曆七年（1579年）己卯科順天鄉試舉人，二十年（1592年）壬辰科三甲第一百十七名進士。户部觀政！十月授山東樂安縣知縣，二十六年升主事，二十八年丁憂，三十二年補户部主事，三十四年天津管倉，三十六年升员外郎，升青州府知府，三十九年丁憂。補直隶太平府知府，四十三年（1615年）六月升湖廣按察司副使，四十四年患病辞官。

## 家族
曾祖王鑑，千户；祖父王宣，千户；父王志能。